# Samuel Garman
Samuel Walton Garman (ou Garmann) est un zoologiste américain, né le 5 juin 1843 dans le comté d'Indiana en Pennsylvanie et mort le 30 septembre 1927 à Plymouth (Massachusetts).

## Biographie
Samuel Garman quitte la demeure familiale très tôt et mène une existence aventureuse : il travaille pour l’Union Pacific Railroad en combattant les Indiens et en chassant pour approvisionner les cantines. En 1868, il se joint à l’expédition conduite par John Wesley Powell (1834-1902) dans les montagnes du Colorado. Garman suit Powell lorsque celui-ci enseigne à l’université d’État de l’Illinois et où il obtiendra un diplôme en 1872. Il correspond régulièrement avec le grand naturaliste Edward Drinker Cope (1840-1897). Il l’accompagne d’ailleurs durant l’été de 1872 pour récolter des fossiles dans le Wyoming mais il est vite renvoyé car il exige d’être payé.
C’est alors que la chance sourit à Garman. Il se rend à San Francisco et rencontre Louis Agassiz (1807-1873), alors sur le point de partir en mission d’exploration dans le Détroit de Magellan à bord du Hassler. Agassiz, percevant les capacités de Garman l’invite à se joindre à lui comme son élève.
En 1873, il entre au Museum of Comparative Zoology d’Harvard. En 1874, il rejoint le fils de Louis Agassiz, Alexander (1835-1910) dans une expédition destinée à explorer le lac Titicaca. Il l’accompagnera plus tard dans plusieurs expéditions dans les Caraïbes.
Mais vieillissant, ayant très mal vécu l’affrontement entre Cope et Othniel Charles Marsh (1831-1899), surnommé la guerre des os, il vit reclus dans son museum et refuse même de parler de ses recherches à ses collègues ou de leur montrer ses spécimens. Il travaille surtout sur les poissons (et notamment les requins) mais aussi sur des reptiles et des amphibiens.
Le frère de Samuel, Harrison Garman (1800-1897) a également travaillé sur les reptiles.
Une espèce de poisson endémique du Mexique, Cyprinella garmani, a été nommée en son honneur.

## Sources
- Kraig Adler (1989). Contributions to the History of Herpetology, Society for the study of amphibians and reptiles.